# Os Fantoches
Os Fantoches é uma telenovela brasileira produzida pela extinta TV Excelsior e exibida de 10 de julho de 1967 a 26 de janeiro de 1968 no horário das 19h30, totalizando 173 capítulos. Foi escrita por Ivani Ribeiro e dirigida por Walter Avancini e Carlos Zara.

## Trama
O milionário Aníbal, sabendo que vai morrer, convida um grupo de parentes e amigos para se hospedar em seu hotel de luxo. Todos estão ligados a um mistério de seu passado. Alguns serão recompensados com a inclusão no testamento; outros serão punidos. Para saber quem fora seu amigo de verdade e quem o prejudicou, Aníbal passa a manipular a todos, como se fossem fantoches.

## Elenco
| Ator/Atriz          | Personagem |
| ------------------- | ---------- |
| Átila Iório         | Aníbal     |
| Dina Sfat           | Laura      |
| Regina Duarte       | Bete Viana |
| Nicette Bruno       | Estela     |
| Paulo Goulart       | Marcos     |
| Beatriz Segall      | Noely      |
| Vera Gimenez        | Maura      |
| Flora Geny          | Nazaré     |
| Ivan de Albuquerque | Gilberto   |
| Mauro Mendonça      |            |
| Elizabeth Gasper    | Simone     |
| Renato Master       | Victor     |
| Rogério Márcico     |            |
| Stênio Garcia       | Torquato   |
| Márcia de Windsor   | Consuelo   |
| Yara Lins           | Guiomar    |
| Lídia Costa         | Odila      |
| Silvio Rocha        | Nicanor    |
| Edgard Franco       | Joel       |
| Estela Gomes        | Zezé       |
| Vera Nunes          | Julieta    |
| Ayres Pinto         | Nando      |
| Tereza Campos       | Luísa      |
| Noira Mello         |            |
| Renato Júnior       |            |